# 元史
『元史』（げんし）は、元（大元ウルス）について書かれた歴史書（正史）。
清の乾隆帝が定めた二十四史の一。編纂者は宋濂・高啓など。本紀47、表8、志58、列伝97の計210巻からなる紀伝体。成立は明の1369年（洪武3年）。収録年代はチンギス・カンがイェケ・モンゴル・ウルス（モンゴル帝国）を建国した1206年から、順帝トゴン・テムルが大都を放棄した1367年まで。
拙速な編纂により誤謬・重複・脱漏が多いことが早くより知られており、考証学者の銭大昕が「古今、史成るの速やかなる、未だ元史に如く者あらず。而して文の陋劣もまた、元史に如く者なし」と評するなど、清代には既に二十四史の中で最も完成度が低いとの評価が定まっていた。そのため多くの歴史家によって『元史』改訂の試みがなされており、その集大成が20世紀に編纂された『新元史』であった。

## 編纂過程
前年に皇帝に即位後、大元ウルスを華北から追い落とした洪武帝は洪武2年（1368年）2月1日に詔を出すと、宋濂を主幹として『元史』の編纂を始めた。半年後の8月に一旦に最初の編纂が終わったが、元朝最後の皇帝順帝の本紀がないといった問題点が指摘され、洪武3年2月に編纂が再開し、8月に完成を見た。編纂に携わった宋濂・高啓らはいずれも当代一流の文人であったが、『元史』には多くの問題点があった。その原因として第一に、明が成立して即座に編纂が行われたことが挙げられる。普通、正史の編纂には恣意的なものが混じらないように、100年程度の間隔をおいてから行うのが良いとされる。第二に、開始から1年半というごく短時間にて完成したことが挙げられる。その次の正史である『明史』が94年という、歴代でも最長の時間をかけたのとは好対照である。
洪武帝がここまで編纂を急いだのは、漢族王朝を復興したという立場から、夷狄の王朝である元を一刻も早く過去の存在となすと、自らの正当性を誇示したかったゆえと推察される。

## 原史料

### 本紀（『元朝実録』他）
『進元史表』には「上は太祖（チンギス・カン）より下は寧宗（リンチンバル・カアン）まで、十三朝実録の文に拠り百巻余りの粗完の史を成す」とあり、『元史』の雛形が「十三朝実録」すなわち太祖・太宗・定宗・憲宗・世祖・成宗・武宗・仁宗・英宗・泰定帝・明宗・文宗・寧宗ら元朝の歴代実録を原史料に編纂されたものであったとわかる。
元朝の実録は世祖クビライの治世に編纂が始まったがクビライの存命中には完成せず、成宗テムルの治世に始めて『世祖実録』並びに『太祖実録』・『太宗実録』・『定宗実録』・『睿宗実録』・『憲宗実録』が完成した。以後、元朝の歴代皇帝は前代の皇帝の実録を編纂するのが慣例となり、明朝の時代には「十三朝実録」が残されるに至った。
この『元朝実録』は散逸して現存していないが、『元史』各本紀が各『実録』の性格をそのまま引き継いでいるであろうことは多くの研究者が指摘している。すなわち、各朝『実録』は今上帝が先帝の事蹟を纏めて編纂させるものであるため、基本的に「現政権にとって都合の悪い事実は記されない」という共通点を有しており、『元史』の各本紀もこの特徴を継承している。1例を挙げると、英宗政権によって編纂された『仁宗実録』を元とする「仁宗本紀」は、「仁宗が息子の英宗を即位させるため、武宗の諸子（後の明宗・文宗）を冷遇・排除した」事実を徹底的に排除して編纂されているが、逆に文宗政権によって編纂された英宗から明宗の『実録』を元にする本紀はその間の経緯を包み隠さず記している。
また、当然のことながら最後の皇帝ウカアト・カアン（順帝トゴン・テムル）には『実録』が存在せず、そのため第一次編纂の後に編纂官が各地で採録・収集した資料を元に編纂されている。このような編纂経緯のため「順帝本紀」は他の本紀に比べて記述に一貫性がなく、他の書物と比較検討なしに記事間の脈絡を見出すことはほとんど不可能と評されている。

### 志/表（『経世大典』他）
『元史』巻97志47食貨志5には「（元史の）『食貨』の前誌は『経世大典』に拠って19の項目の項目を載せており、天暦以前については記載が詳細である……」とあるように、『元史』の志類の大部分は天暦2年のジャヤガトゥ・カアン（文宗トク・テムル）即位記念に出版された『経世大典』を主要な史料源として編纂されている。
『経世大典』も『元朝実録』と同様に散逸して現存していないが、その一部が『永楽大典』中に「站赤」や「漕運」といった項目で記録されている。『永楽大典』所収の「站赤」と『元史』巻101兵志4「站赤」を比較すると、後者は前者の文章を一部の語句を代えるのみでそのまま引用しているが、その分量は前者の30分の1程度に過ぎない。そのため、『元史』の志とは、『経世大典』の記載を数十分の一程度に抄録したものであると考えられている。

## 評価
17世紀以降、清朝統治下の中国では考証学が盛んとなり、『元史』に対しても顧炎武・趙翼・銭大昕・邵遠平・魏源ら名だたる考証学者が批評を行った。

### 評価点

#### 列伝の配置
清初の考証学者銭大昕が最初に指摘した点であり、『元史』の列伝が蒙古人・色目人・漢人の順に編纂されていることを評価するもの。モンゴル帝国及び大元ウルスは前代に類を見ない世界帝国であり、非常に多種多様な地域出身の人物が臣下として仕えていた。その点を踏まえ、『元史』の列伝では第5巻から第32巻までが蒙古人・色目人、第33巻から第73巻までを漢人・南人にあてている。なお、列伝が「后妃列伝-睿宗・裕宗・顕宗・順宗伝」から始まる構成であることを評価する意見も存在する。

#### 直訳体漢文の採録
清代の考証学者たちからは批判点として認識されていたが、近年のモンゴル史研究者からはむしろ評価点として見られるようになったもの。13世紀から14世紀にかけてモンゴル帝国では「モンゴル語を世界共通語とする」という目標の下、征服した諸民族の言語の翻訳環境を整備していた。その過程で中国方面に導入されたのが「モンゴル語直訳体漢文」で、特にクビライの治世以後に文章の定型化が進められたものを「大元ウルス書式」とも呼称する。
「モンゴル語直訳体」はモンゴル語文章をモンゴル語特有の語句と語順を保ったたまま漢文に翻訳した特殊な文章で、モンゴル語と漢語の双方に通じている者ならば元となるモンゴル語文章をある程度復元可能という特徴を持つ。反面、一般的な漢文の知識では全く読めない文章となっており、伝統的な漢文教養を有する考証学者たちはこのような文章を「文は鄙俚を極む」と蔑んだ。逆に、近年のモンゴル史学者にとって直訳体は当時のモンゴル語原文を類推可能な貴重な資料であり、研究対象として注目されている。
『元史』に記載される直訳体で最も著名な例は巻29泰定帝本紀の「即位の詔」であり、実際に杉山正明はこの文章を考察し、大部分のモンゴル語原文を明らかにしている。これ以外にも、各本紀が実録の性格を引き継いでいる点など、原史料を文体を統一せずにそのまま引き写している点がかえって史料価値の高さを生んでいるとされる点がしばしばある。

### 批判点

#### 列伝の重複
同一人物（主にモンゴル人）について誤って2つの列伝を立ててしまうことで、『元史』に対する批判の中でも最もよく知られるもの。このような誤りが生じるのは、非漢民族の人名を漢字転写する際に多数の表記方法があるのに対し、編纂官がこれを同一人物と認識できず別人として扱ってしまったためと考えられる。また、同様の理由で『元史』は本紀と列伝で人名表記の統一が全くなされていないため、今なお対応する人名が不明な人物も多い。
一般的には以下の3例が列伝の重複として知られている。
- 『元史』巻121列伝8の「速不台」と巻122列伝9の「雪不台」（四狗の一人・スブタイのこと）
- 『元史』巻131列伝18の「完者都」と巻133列伝20の「完者都抜都」（キプチャク人のオルジェイトゥ・バアトルのこと）
- 『元史』巻150列伝37の「石抹也先」と巻152列伝39の「石抹阿辛」（キタイ人石抹姓のエセンのこと）

また、以下の2例は同一人物の列伝でこそないものの、親族どうしであるためにほとんど内容が重複していると指摘されている。
- 『元史』巻121列伝10直脱児伝と巻133列伝20忽剌出伝（忽剌出は直脱児の従子にあたる）
- 『元史』巻132列伝19杭忽思伝と巻135列伝22阿答赤伝（阿答赤は杭忽思の息子にあたる）

#### 宗室世系表の不備
清代の考証学ではあまり指摘されてこなかったが、『集史』や『五族譜』といったペルシア語史料との比較検討が可能となった20世紀後半以後に指摘されるようになったもの。『五族譜』などの系譜史料と比較したとき、「宗室世系表」にはあまりにも問題点が多いため、杉山正明は「これに基づいて、大元ウルス治下の諸王統を正確に把握することなど、ほとんど不可能事に近い」とさえ称している。
- 根拠のない系譜の創作
ジョチ家、チャガタイ家、フレグ家といった、いわゆる「西方3ハン国」の系図にみられるもので、事実に基づかない系図が創作されている。甚だしいのはジョチ家の系図（朮赤太子位）でバトゥ（抜都）、サルタク（撒里答）、モンケ・テムル（忙哥帖木児）、トダ・モンケ（脱脱蒙哥）、トクタ（脱脱）、ウズベク（月即別）らジョチ・ウルス歴代当主を全て兄弟関係にあるとしている。詰まるところ、これらの系図は本紀や列伝（ジョチ家の場合は巻107朮赤伝）に散見する人名を何の根拠もなく、恣意的につなぎあわせたものに過ぎないと言える。
- 同一人名の取り違え
トクト、テムルといったモンゴル人の間ではありふれた人名でよく見られるもので、同じ名前だが実際には異なる人物を取り違えてしまうもの。以下のような事例が指摘されている。
  1. ジョチ家系図（朮赤太子位）の寧粛王トクト（脱脱）、粛王コンチェク（寛徹）父子：ジョチ家のトクタとチャガタイ系チュベイ王家の人物を取り違えている。
  2. トゥルイ系ソゲドゥ家系図（歳哥都大王位）の荊王トク・テムル（脱脱木児）、荊王イェス・エブゲン（也速不堅）父子：ソゲドゥ家のトク・テムルとオゴデイ系コデン家のトク・テムルを取り違えている。
- 全く関係のない系図の挿入
ある家系図に全く関係のない別の家系図がいり混ざってしまうもの。例えばチンギス・カンの庶子コルゲンの家系図の第5、第6世代は全く関係のない家系図が混ざりこんだものであると考えられている。また、前述した同一人名の別人を取り違えた箇所から別の家系図が挿入されるという事例もある。

## 内容

### 本紀
| 巻目 | 巻題              | 節目                                                                             |
| ---- | ----------------- | -------------------------------------------------------------------------------- |
| 巻1  | 本紀第1 太祖      | 太祖テムジン/チンギス・カン                                                      |
| 巻2  | 本紀第2 太宗 定宗 | 太宗オゴデイ・カアン・定宗グユク・カン                                           |
| 巻3  | 本紀第3 憲宗      | 憲宗モンケ・カアン                                                               |
| 巻4  | 本紀第4 世祖1     | 世祖クビライ/セチェン・カアン（中統元年（1260年） - 中統2年（1261年））          |
| 巻5  | 本紀第5 世祖2     | 世祖クビライ/セチェン・カアン（中統3年（1262年） - 至元元年（1264年））          |
| 巻6  | 本紀第6 世祖3     | 世祖クビライ/セチェン・カアン（至元2年（1265年） - 至元6年（1269年））           |
| 巻7  | 本紀第7 世祖4     | 世祖クビライ/セチェン・カアン（至元7年（1270年） - 至元9年（1272年））           |
| 巻8  | 本紀第8 世祖5     | 世祖クビライ/セチェン・カアン（至元10年（1273年） - 至元12年（1275年））         |
| 巻9  | 本紀第9 世祖6     | 世祖クビライ/セチェン・カアン（至元13年（1276年） - 至元14年（1277年））         |
| 巻10 | 本紀第10 世祖7    | 世祖クビライ/セチェン・カアン（至元15年（1278年） - 至元16年（1279年））         |
| 巻11 | 本紀第11 世祖8    | 世祖クビライ/セチェン・カアン（至元17年（1280年） - 至元18年（1281年））         |
| 巻12 | 本紀第12 世祖9    | 世祖クビライ/セチェン・カアン（至元19年（1282年） - 至元20年（1283年））         |
| 巻13 | 本紀第13 世祖10   | 世祖クビライ/セチェン・カアン（至元21年（1284年） - 至元22年（1285年））         |
| 巻14 | 本紀第14 世祖11   | 世祖クビライ/セチェン・カアン（至元23年（1286年） - 至元24年（1287年））         |
| 巻15 | 本紀第15 世祖12   | 世祖クビライ/セチェン・カアン（至元25年（1288年） - 至元26年（1289年））         |
| 巻16 | 本紀第16 世祖13   | 世祖クビライ/セチェン・カアン（至元27年（1290年） - 至元28年（1291年））         |
| 巻17 | 本紀第17 世祖14   | 世祖クビライ/セチェン・カアン（至元29年（1292年） - 至元31年（1294年））         |
| 巻18 | 本紀第18 成宗1    | 成宗テムル/オルジェイトゥ・カアン（至元31年（1294年） - 元貞元年（1295年））     |
| 巻19 | 本紀第19 成宗2    | 成宗テムル/オルジェイトゥ・カアン（元貞2年（1296年） - 大徳2年（1298年））       |
| 巻20 | 本紀第20 成宗3    | 成宗テムル/オルジェイトゥ・カアン（大徳3年（1299年） - 大徳6年（1302年））       |
| 巻21 | 本紀第21 成宗4    | 成宗テムル/オルジェイトゥ・カアン（大徳7年（1303年） - 大徳11年（1307年））      |
| 巻22 | 本紀第22 武宗1    | 武宗カイシャン/クルク・カアン（大徳11年（1307年） - 至大元年（1308年））         |
| 巻23 | 本紀第23 武宗2    | 武宗カイシャン/クルク・カアン（至大2年（1309年） - 至大4年（1311年））           |
| 巻24 | 本紀第24 仁宗1    | 仁宗アユルバルワダ/ブヤント・カアン（至大4年（1311年） - 皇慶2年（1313年））     |
| 巻25 | 本紀第25 仁宗2    | 仁宗アユルバルワダ/ブヤント・カアン（延祐元年（1314年） - 延祐3年（1316年））    |
| 巻26 | 本紀第26 仁宗3    | 仁宗アユルバルワダ/ブヤント・カアン（延祐4年（1317年） - 延祐7年（1320年））     |
| 巻27 | 本紀第27 英宗1    | 英宗シデバラ/ゲゲーン・カアン（延祐7年（1320年） - 至治元年（1321年））          |
| 巻28 | 本紀第28 英宗2    | 英宗シデバラ/ゲゲーン・カアン（至治2年（1322年） - 至治3年（1323年））           |
| 巻29 | 本紀第29 泰定帝1  | 泰定帝イェスン・テムル・カアン（至治3年（1323年） - 泰定2年（1325年））          |
| 巻30 | 本紀第30 泰定帝2  | 泰定帝イェスン・テムル・カアン（泰定3年（1326年） - 致和元年（1328年））         |
| 巻31 | 本紀第31 明宗     | 明宗コシラ/クトクト・カアン（天暦2年（1329年））                                 |
| 巻32 | 本紀第32 文宗1    | 文宗トク・テムル/ジャヤガトゥ・カアン（天暦元年（1328年））                      |
| 巻33 | 本紀第33 文宗2    | 文宗トク・テムル/ジャヤガトゥ・カアン（天暦2年（1329年））                       |
| 巻34 | 本紀第34 文宗3    | 文宗トク・テムル/ジャヤガトゥ・カアン（至順元年（1330年））                      |
| 巻35 | 本紀第35 文宗4    | 文宗トク・テムル/ジャヤガトゥ・カアン（至順2年（1331年））                       |
| 巻36 | 本紀第36 文宗5    | 文宗トク・テムル/ジャヤガトゥ・カアン（至順3年（1332年））                       |
| 巻37 | 本紀第37 寧宗     | 寧宗リンチンバル・カアン（至順3年（1332年））                                    |
| 巻38 | 本紀第38 順帝1    | 順帝トゴン・テムル/ウカアト・カアン（元統元年（1333年） - 後至元元年（1335年）） |
| 巻39 | 本紀第39 順帝2    | 順帝トゴン・テムル/ウカアト・カアン（後至元2年（1336年） - 後至元4年（1338年）） |
| 巻40 | 本紀第40 順帝3    | 順帝トゴン・テムル/ウカアト・カアン（後至元5年（1339年） - 至正2年（1342年））   |
| 巻41 | 本紀第41 順帝4    | 順帝トゴン・テムル/ウカアト・カアン（至正3年（1343年） - 至正8年（1348年））     |
| 巻42 | 本紀第42 順帝5    | 順帝トゴン・テムル/ウカアト・カアン（至正9年（1349年） - 至正12年（1352年））    |
| 巻43 | 本紀第43 順帝6    | 順帝トゴン・テムル/ウカアト・カアン（至正13年（1353年） - 至正14年（1354年））   |
| 巻44 | 本紀第44 順帝7    | 順帝トゴン・テムル/ウカアト・カアン（至正15年（1355年） - 至正16年（1356年））   |
| 巻45 | 本紀第45 順帝8    | 順帝トゴン・テムル/ウカアト・カアン（至正17年（1357年） - 至正20年（1360年））   |
| 巻46 | 本紀第46 順帝9    | 順帝トゴン・テムル/ウカアト・カアン（至正21年（1361年） - 至正25年（1365年））   |
| 巻47 | 本紀第47 順帝10   | 順帝トゴン・テムル/ウカアト・カアン（至正26年（1366年） - 至正28年（1368年））   |

### 志
| 巻目  | 巻題     | 節目 |
| ----- | -------- | --- |
| 巻48  | 志第1    | 天文1 - 簡儀・仰儀・大明殿燈漏・正方案・圭表・景符・窺几・西域儀象・四海測験・日薄食暈珥及日変・月五星凌犯及星変上 |
| 巻49  | 志第2    | 天文2 - 月五星凌犯及星変下 |
| 巻50  | 志第3上  | 五行1 |
| 巻51  | 志第3下  | 五行2 |
| 巻52  | 志第4    | 暦1 - 授時暦議上 |
| 巻53  | 志第5    | 暦2 - 授時暦議下 |
| 巻54  | 志第6    | 暦3 - 授時暦経上 |
| 巻55  | 志第7    | 暦4 - 授時暦経下 |
| 巻56  | 志第8    | 暦5 - 庚午元暦上 |
| 巻57  | 志第9    | 暦6 - 庚午元暦下 |
| 巻58  | 志第10   | 地理1 - 中書省（腹裏）・嶺北等処行中書省 |
| 巻59  | 志第11   | 地理2 - 遼陽等処行中書省・河南江北等処行中書省 |
| 巻60  | 志第12   | 地理3 - 陝西等処行中書省・四川等処行中書省・甘粛等処行中書省 |
| 巻61  | 志第13   | 地理4 - 雲南等処行中書省 |
| 巻62  | 志第14   | 地理5 - 江浙等処行中書省・江西等処行中書省 |
| 巻63  | 志第15   | 地理6 - 湖広等処行中書省・征東等処行中書省 |
| 巻64  | 志第16   | 河渠1 - 通恵河・壩河・金水河・隆福宮前河・海子岸・双塔河・盧溝河・白浮甕山・渾河・白河・御河・灤河・河間河・冶河・滹沱河・会通河・兗州閘 |
| 巻65  | 志第17上 | 河渠2 - 黄河・済州河・滏河・広済渠・三白渠・洪口渠・揚州運河・練湖・呉淞江・澱山湖・塩官州海塘・龍山河道 |
| 巻66  | 志第17下 | 河渠3 - 黄河・蜀堰・涇渠・金口河 |
| 巻67  | 志第18   | 礼楽1 - 制朝儀始末・元正受朝儀・天寿聖節受朝儀・郊廟礼成受賀儀・皇帝即位受朝儀・群臣上皇帝尊号礼成受朝賀儀・冊立皇后儀・冊立皇太子儀・太皇太后上尊号進冊宝儀・皇太后上尊号進冊宝儀・太皇太后加上尊号進冊宝儀・進發冊宝導従・冊宝攝官・攝行告廟儀・国史院進先朝実録儀 |
| 巻68  | 志第19   | 礼楽2 - 制楽始末・登歌楽器・宮県楽器・節楽之器・文舞器・武舞器・舞表 |
| 巻69  | 志第20   | 礼楽3 - 郊祀楽章・宗廟楽章・社稷楽章・先農楽章・宣聖楽章 |
| 巻70  | 志第21   | 礼楽4 - 郊祀楽舞・宗廟楽舞・泰定十室楽舞 |
| 巻71  | 志第22   | 礼楽5 - 楽服・大楽職掌・宴楽之器・楽隊 |
| 巻72  | 志第23   | 祭祀1 - 郊祀上 |
| 巻73  | 志第24   | 祭祀2 - 郊祀下 |
| 巻74  | 志第25   | 祭祀3 - 宗廟上 |
| 巻75  | 志第26   | 祭祀4 - 宗廟下・神御殿 |
| 巻76  | 志第27上 | 祭祀5 - 太社太稷・先農・宣聖・嶽鎮海瀆・郡県社稷・郡県宣聖廟・郡県三皇廟・嶽鎮海瀆常祀・風雨雷師・武成王・古帝王廟・周公廟・名山大川忠臣義士之祠・功臣祠・大臣家廟                                                                                                   |
| 巻77  | 志第27下 | 祭祀6 - 至正親祀南郊・至正親祀太廟・三皇廟祭祀礼楽・顔子考妣封諡・宋五賢従祀・朱熹加封斉国父追諡献靖・国俗旧礼 |
| 巻78  | 志第28   | 輿服1 - 冕服・輿輅 |
| 巻79  | 志第29   | 輿服2 - 儀仗・崇天鹵簿・外仗 |
| 巻80  | 志第30   | 輿服3 - 儀衛 |
| 巻81  | 志第31   | 選挙1 - 科目・学校 |
| 巻82  | 志第32   | 選挙2 - 銓法上 |
| 巻83  | 志第33   | 選挙3 - 銓法中・銓法下 |
| 巻84  | 志第34   | 選挙4 - 考課 |
| 巻85  | 志第35   | 百官1 - 三公・中書令・右丞相・左丞相・平章政事・右丞・左丞・参政・参議中書省事・左司・右司・中書省掾属・吏部・戸部・礼部・兵部・刑部・工部 |
| 巻86  | 志第36   | 百官2 - 枢密院・行枢密院・西川行枢密院・江南行枢密院・甘粛行枢密院・河南行枢密院・嶺北行枢密院・大都督府・御史台・江南諸道行御史台・陝西諸道行御史台・粛政廉訪司 |
| 巻87  | 志第37   | 百官3 - 大宗正府・大司農司・翰林兼国史院・蒙古翰林院・集賢院・宣政院・宣徽院・太禧宗禋院 |
| 巻88  | 志第38   | 百官4 - 太常礼儀院・典瑞院・太史院・太医院・奎章閣学士院・芸文監・侍正府・給事中・将作院・通政院・中政院 |
| 巻89  | 志第39   | 百官5 - 儲政院・内史府・諸王傅官・都護府・崇福司 |
| 巻90  | 志第40   | 百官6 - 大都留守司・武備寺・太僕寺・尚乗寺・太府監・度支監・利用監・中尚監・章佩監・経正監・都水監・秘書監・司天監・回回司天監・上都留守司兼本路都総管府・尚供総管府・雲需総管府・大都路都総管府・管領諸路打捕鷹房総管府                                             |
| 巻91  | 志第41上 | 百官7 - 行中書省・宣慰使司・宣慰使司都元帥府・宣慰使兼管軍万戸府・都元帥府・元帥府・宣撫司・安撫司・招討司・諸路万戸府・儒学提挙司・蒙古提挙学校官・官医提挙司・都転運塩使司・市舶提挙司・海道運糧万戸府・諸路総管府・散府・諸州・諸県・諸軍・諸蛮夷長官司           |
| 巻92  | 志第41下 | 百官8・選挙附録 |
| 巻93  | 志第42   | 食貨1 |
| 巻94  | 志第43   | 食貨2 |
| 巻95  | 志第44   | 食貨3 |
| 巻96  | 志第45上 | 食貨4 |
| 巻97  | 志第45下 | 食貨5 |
| 巻98  | 志第46   | 兵1 |
| 巻99  | 志第47   | 兵2 |
| 巻100 | 志第48   | 兵3 |
| 巻101 | 志第49   | 兵4 |
| 巻102 | 志第50   | 刑法1 |
| 巻103 | 志第51   | 刑法2 |
| 巻104 | 志第52   | 刑法3 |
| 巻105 | 志第53   | 刑法4 |

### 表
| 巻目  | 巻題    | 節目 |
| ----- | ------- | --- |
| 巻106 | 表第1   | 后妃表 - 太祖妃・太宗妃・定宗妃・憲宗妃・世祖妃・成宗妃・武宗妃・仁宗妃・英宗妃・泰定妃・明宗妃・文宗妃・烈祖妃・睿宗妃・裕宗妃・顕宗妃・順宗妃 |
| 巻107 | 表第2   | 宗室世系表 - 海都位・答里真位・搠只哈撒児王位・哈赤温大王位・鉄木哥斡赤斤国王位・別里古台大王位・朮赤太子位・察合台太子位・闊列堅太子位・闊端太子位・闊出太子位・哈剌察児王位・合失大王位・合丹大王位・滅里大王位・忽察大王位・脳忽太子位・禾忽大王位・忽覩都大王位・旭烈兀大王位・阿里不哥大王位・撥綽大王位・末哥大王位・歳哥都大王位・班禿大王位・阿速歹大王位・玉龍答失大王位・河平王昔里吉位・朶児只王位・安西王忙哥剌位・雲南王忽哥赤位・愛牙赤大王位・西平王奥魯赤位・寧王闊闊出位・鎮南王脱歓位・忽都魯帖木児王位・梁王松山位・湘寧王迭里哥児不花位・魏王阿木哥位 |
| 巻108 | 表第3   | 諸王表 - 金印獣紐・金印螭紐・金印駝紐・金鍍銀印駝紐・金鍍銀印亀鈕・銀印亀紐 |
| 巻109 | 表第4   | 諸公主表 - 昌国公主位・趙国公主位・魯国公主位・鄆国公主位・高昌公主位・高麗公主位・阿昔倫公主位・帯魯罕公主位・延安公主位・□□公主位・□□公主住・各公主位 |
| 巻110 | 表第5上 | 三公表1 - 太師・太傅・太保（丙寅/1206年 - 至順3年/1332年） |
| 巻111 | 表第5下 | 三公表2 - 太師・太傅・太保（元統元年/1333年 - 至正28年/1368年） |
| 巻112 | 表第6上 | 宰相年表1 - 中書令・右丞相・左丞相・平章政事・右丞・左丞・参知政事（丙寅/1206年 - 至順3年/1332年） |
| 巻113 | 表第6下 | 宰相年表2 - 中書令・右丞相・左丞相・平章政事・右丞・左丞・参知政事（元統元年/1333年 - 至正28年/1368年） |

### 列伝
| 巻目  | 巻題     | 節目 |
| ----- | -------- | --- |
| 巻114 | 列伝第1  | 后妃一 - 太祖后孛児台旭真・太宗后脱列哥那・定宗后斡兀立海迷失・憲宗后忽都台・世祖后察必・世祖后南必・成宗后失憐答里・成宗后卜魯罕・武宗后真哥・武宗后速哥失里・武宗妃亦乞烈氏・唐兀氏・仁宗后阿納失失里・英宗后速哥八剌・泰定帝后八不罕・泰定帝妃必罕・速哥答里・明宗后邁来迪・明宗后八不沙・文宗后卜答失里・寧宗后答里也忒迷失・順帝后答納失里・順帝后伯顔忽都・順帝后完者忽都 |
| 巻115 | 列伝第2  | 睿宗・裕宗・顕宗・順宗 |
| 巻116 | 列伝第3  | 后妃二 - 睿宗后唆魯和帖尼・裕宗后伯藍也怯赤・顕宗后普顔怯里迷失・順宗后答己 |
| 巻117 | 列伝第4  | 別里古台・朮赤・禿剌・牙忽都・寛徹普化・帖木児不花 |
| 巻118 | 列伝第5  | 特薛禅・孛禿・阿剌兀思剔吉忽里 |
| 巻119 | 列伝第6  | 木華黎・博魯朮・博爾忽 |
| 巻120 | 列伝第7  | 察罕・札八児火者・朮赤台・鎮海・肖乃台・吾也而・曷思麦里 |
| 巻121 | 列伝第8  | 速不台・按竺邇・畏答児・博羅歓・抄思 |
| 巻122 | 列伝第9  | 巴而朮阿而忒的斤・鉄邁赤・按札児・雪不台・唵木海・昔里鈐部・搠直腯魯華・昔児吉思・哈散納 |
| 巻123 | 列伝第10 | 布智児・召烈台抄兀児・闊闊不花・拝延八都魯・阿朮魯・紹古児・阿剌瓦而思・抄児・也蒲甘卜・趙阿哥潘・純只海・苫徹抜都児・怯怯里・塔不已児・直脱児・月里麻思・捏古剌・阿児思蘭・哈八児禿・艾貌 |
| 巻124 | 列伝第11 | 塔本・哈剌亦哈赤北魯・塔塔統阿・岳璘帖穆爾・李楨・速哥・忙哥撒児・孟速思 |
| 巻125 | 列伝第12 | 賽典赤贍思丁・布魯海牙・高智耀・鉄哥 |
| 巻126 | 列伝第13 | 安童・兀都帯・廉希憲 |
| 巻127 | 列伝第14 | 伯顔 |
| 巻128 | 列伝第15 | 阿朮・阿里海牙・相威・土土哈 |
| 巻129 | 列伝第16 | 来阿八赤・紐璘・阿剌罕・阿塔海・唆都・李恒 |
| 巻130 | 列伝第17 | 徹里・不忽木・完沢・阿魯渾薩理 |
| 巻131 | 列伝第18 | 速哥・嚢加歹・忙兀台・奥魯赤・完者都・伯帖木児・懐都・亦黒迷失・拝降 |
| 巻132 | 列伝第19 | 杭忽思・歩魯合答・玉哇失・麦里・探馬赤・抜都児・昂吉児・哈剌䚟・沙全・帖木児不花 |
| 巻133 | 列伝第20 | 塔出・拝延・也罕的斤・葉仙鼐・脱力世官・忽剌出・重喜・旦只児・脱歓・完者都抜都・失里伯・孛蘭奚・怯烈・暗伯・也速䚟児・昔都児 |
| 巻134 | 列伝第21 | 撒吉思・月合乃・昔班・鉄連・愛薛・闊闊・禿忽魯・唐仁祖・朶児赤・和尚・劉容・迦魯納答思・闊里吉思・小雲石脱忽憐・斡羅思・朶羅台・也先不花 |
| 巻135 | 列伝第22 | 鉄哥朮・塔出・塔里赤・塔海帖木児・口児吉・忽都・孛児速・月挙連赤海牙・阿答赤・明安・忽林失・失剌抜都児・徹里・曷剌・乞台・脱因納・和尚 |
| 巻136 | 列伝第23 | 哈剌哈孫・阿沙不花・拝住 |
| 巻137 | 列伝第24 | 察罕・曲枢・阿礼海牙・奕赫抵雅爾丁・脱烈海牙 |
| 巻138 | 列伝第25 | 康里脱脱・燕鉄木児・伯顔・馬札児台・脱脱 |
| 巻139 | 列伝第26 | 乃蛮台・朶児只・朶爾直班・阿魯図・紐的該 |
| 巻140 | 列伝第27 | 別児怯不花・太平・鉄木児塔識・達識帖睦邇 |
| 巻141 | 列伝第28 | 太不花・察罕帖木児・擴廓帖木児 |
| 巻142 | 列伝第29 | 答失八都魯・慶童・也速・徹里帖木児・納麟 |
| 巻143 | 列伝第30 | 馬祖常・自当・阿栄・小雲石海涯・泰不華・余闕 |
| 巻144 | 列伝第31 | 答里麻・月魯帖木児・卜顔鉄木児・星吉・福寿・道童 |
| 巻145 | 列伝第32 | 亦憐真班・廉恵山海牙・月魯不花・達礼麻識理 |
| 巻146 | 列伝第33 | 耶律楚材・粘合重山・楊惟中 |
| 巻147 | 列伝第34 | 張柔・史天倪・史天祥 |
| 巻148 | 列伝第35 | 董俊・厳実 |
| 巻149 | 列伝第36 | 耶律留哥・劉伯林・郭宝玉・石天応・耶律禿花・王珣 |
| 巻150 | 列伝第37 | 石抹也先・何伯祥・李守賢・耶律阿海・何実・郝和尚抜都・趙瑨・石抹明安・張栄・劉亨安 |
| 巻151 | 列伝第38 | 薛塔剌海・高鬧児・王義・王玉・趙迪・邸順・王善・杜豊・石抹孛迭児・賈塔剌渾・奥敦世英・田雄・張抜都・張栄・趙天錫 |
| 巻152 | 列伝第39 | 張晋亨・王珍・楊傑只哥・劉通・岳存・張子良・唐慶・斉栄顕・石天禄・石抹阿辛・劉斌・趙柔 |
| 巻153 | 列伝第40 | 劉敏・王檝・王守道・高宣・王玉汝・焦徳裕・石天麟・李邦瑞・楊奐・賈居貞 |
| 巻154 | 列伝第41 | 洪福源・鄭鼎・李進・石抹按只・謁只里・鄭温 |
| 巻155 | 列伝第42 | 汪世顕・史天沢 |
| 巻156 | 列伝第43 | 董文炳・張弘範 |
| 巻157 | 列伝第44 | 劉秉忠・張文謙・郝経 |
| 巻158 | 列伝第45 | 姚枢・許衡・竇黙 |
| 巻159 | 列伝第46 | 宋子貞・商挺・趙良弼・趙璧 |
| 巻160 | 列伝第47 | 王磐・王鶚・高鳴・李冶・李昶・劉粛・王思廉・李謙・徐世隆・孟祺・閻復 |
| 巻161 | 列伝第48 | 楊大淵・劉整 |
| 巻162 | 列伝第49 | 李忽蘭吉・李庭・史弼・高興・劉国傑 |
| 巻163 | 列伝第50 | 李徳輝・張雄飛・張徳輝・馬亨・程思廉・烏古孫沢・趙炳 |
| 巻164 | 列伝第51 | 楊恭懿・王恂・郭守敬・楊桓・楊果・王構・魏初・焦養直・孟攀麟・尚野・李之紹 |
| 巻165 | 列伝第52 | 張禧・賈文備・解誠・管如徳・趙匣剌・周全・孔元・朱国宝・張立・斉秉節・張万家奴・郭昂・綦公直・楊賽因不花・鮮卑仲吉・完顔石柱 |
| 巻166 | 列伝第53 | 王綧・隋世昌・羅璧・劉恩・石高山・鞏彦暉・蔡珍・張泰亨・賀祉・孟徳・鄭義・張栄実・石抹狗狗・楚鼎・樊楫・張均・信苴日・王昔剌・趙宏偉 |
| 巻167 | 列伝第54 | 張立道・張庭珍・張恵・劉好礼・王国昌・姜彧・張礎・譚資栄・王惲 |
| 巻168 | 列伝第55 | 陳祐・劉宣・何栄祖・陳思済・秦長卿・姚天福・許国禎 |
| 巻169 | 列伝第56 | 賀仁傑・賈昔剌・劉哈剌八都魯・石抹明里・謝仲温・高觿・張九思・王伯勝 |
| 巻170 | 列伝第57 | 尚文・申屠致遠・雷膺・胡祗遹・王利用・暢師文・張炤・袁裕・張昉・郝彬・高源・楊湜・呉鼎・梁徳珪 |
| 巻171 | 列伝第58 | 劉因・呉澄 |
| 巻172 | 列伝第59 | 程鉅夫・趙孟頫・鄧文原・袁桷・曹元用・斉履謙 |
| 巻173 | 列伝第60 | 崔斌・崔彧・葉李・燕公楠・馬紹 |
| 巻174 | 列伝第61 | 姚燧・郭貫・夾谷之奇・劉賡・耶律有尚・郝天挺・張孔孫 |
| 巻175 | 列伝第62 | 張珪・李孟・張養浩・敬儼 |
| 巻176 | 列伝第63 | 曹伯啓・李元礼・王寿・王倚・劉正・謝譲・韓若愚・趙師魯・劉徳温・尉遅徳誠・秦起宗 |
| 巻177 | 列伝第64 | 張思明・呉元珪・張昇・臧夢解・陳顥 |
| 巻178 | 列伝第65 | 梁曾・劉敏中・王約・王結・張伯淳 |
| 巻179 | 列伝第66 | 賀勝・楊朶児只・蕭拝住 |
| 巻180 | 列伝第67 | 耶律希亮・趙世延・孔思晦 |
| 巻181 | 列伝第68 | 元明善・虞集・掲傒斯・黄溍 |
| 巻182 | 列伝第69 | 張起巌・欧陽玄・許有壬・宋本・謝端 |
| 巻183 | 列伝第70 | 王守誠・王思誠・李好文・孛朮魯翀・李泂・蘇天爵 |
| 巻184 | 列伝第71 | 王都中・王克敬・任速哥・陳思謙・韓元善・崔敬 |
| 巻185 | 列伝第72 | 呂思誠・汪沢民・干文伝・韓鏞・李稷・蓋苗 |
| 巻186 | 列伝第73 | 張楨・帰暘・陳祖仁・成遵・曹鑑・張翥 |
| 巻187 | 列伝第74 | 烏古孫良楨・賈魯・逯魯曾・貢師泰・周伯琦・呉当 |
| 巻188 | 列伝第75 | 董摶霄・劉哈剌不花・王英・石抹宜孫 |
| 巻189 | 列伝第76 | 儒学一 - 趙復・金履祥・許謙・陳櫟・胡一桂・黄沢・同恕・安熙 |
| 巻190 | 列伝第77 | 儒学二 - 胡長儒・熊朋来・戴表元・牟応龍・陳孚・董朴・楊載・劉詵・韓性・呉師道・陸文圭・周仁栄・陳旅・李孝光・宇文公諒・伯顔・贍思 |
| 巻191 | 列伝第78 | 良吏一 - 譚澄・許維禎・許楫・田滋・卜天璋 |
| 巻192 | 列伝第79 | 良吏二 - 耶律伯堅・段直・諳都剌・楊景行・林興祖・観音奴・周自強・白景亮・王艮・盧琦・鄒伯顔・劉秉直・許義夫 |
| 巻193 | 列伝第80 | 忠義一 - 李伯温・石珪・攸哈剌抜都・任志・耶律忒末・伯八・合剌普華・劉天孚・蕭景茂 |
| 巻194 | 列伝第81 | 忠義二 - 張桓・李黼・李斉・褚不華・郭嘉・喜同・韓因・卞琛・喬彝・顔瑜・王士元・楊樸・趙璉・孫撝・石普・盛昭・楊乗・納速剌丁 |
| 巻195 | 列伝第82 | 忠義三 - 伯顔不花的斤・樊執敬・全普庵撒里・周鏜・聶炳・劉耕孫・兪述祖・桂完沢・丑閭・孛羅帖木児・彭庭堅・王伯顔・劉濬・朶里不花・野峻台・陳君用・卜理牙敦・潮海・魏中立 |
| 巻196 | 列伝第83 | 忠義四 - 普顔不花・閔本・趙弘毅・鄭玉・柏帖穆爾・迭里彌実・朴賽因不花・丁好礼 |
| 巻197 | 列伝第84 | 孝友一 - 王閏・郭道卿・蕭道寿・郭狗狗・張閏・田改住・寧豬狗・畢也速答立・樊淵・劉徳泉・郭回・孔全・楊一・趙毓・胡光遠・陳韶孫・李忠・李茂・羊仁・趙一徳・王思聡・徹徹・王初応・鄭文嗣・王薦・郭全・楊皞・丁文忠・邵敬祖・扈鐸・孫秀実・宗杞・趙栄・呉好直・余丙・徐鈺・尹莘・劉廷譲・劉通・張旺舅・張思孝・杜佑・長寿・孫瑾・張恭・訾汝道                                       |
| 巻198 | 列伝第85 | 孝友二 - 王庸・黄贇・石明三・劉琦・劉源・祝公栄・陸思孝・姜兼・胡伴侶・王士弘・何従義・哈都赤・高必達・曾徳・靳昺・黄道賢・史彦斌・張紹祖・李明徳・張緝・魏敬益・湯霖・孫抑・石永・王克己・劉思敬・呂祐・周楽 |
| 巻199 | 列伝第86 | 隠逸 - 杜瑛・張特立・杜本・孫轍・何中・武恪 |
| 巻200 | 列伝第87 | 列女一 - 朱淑信・葛妙真・李冬児・朱錦哥・馮淑安・趙哇児・王安哥 |
| 巻201 | 列伝第88 | 列女二 - 范妙元・陳淑真・夏婉常・潘妙圓・劉翠哥・羅妙安・安正同・徐彩鸞・禹淑静 |
| 巻202 | 列伝第89 | 釋老 - 八思巴・丘処機・祁志誠・張宗演・酈希成・蕭輔道 |
| 巻203 | 列伝第90 | 方技 - 田忠良・靳徳進・張康・孫威・阿老瓦丁・亦思馬因・阿尼哥 |
| 巻204 | 列伝第91 | 宦者 - 李邦寧・朴不花 |
| 巻205 | 列伝第92 | 姦臣 - 阿合馬・盧世栄・桑哥・鉄木迭児・哈麻・搠思監 |
| 巻206 | 列伝第93 | 叛臣 - 李璮・王文統・阿魯輝帖木児 |
| 巻207 | 列伝第94 | 逆臣 - 鉄失・孛羅帖木児 |
| 巻208 | 列伝第95 | 外夷一 - 高麗・耽羅・日本 |
| 巻209 | 列伝第96 | 外夷二 - 安南 |
| 巻210 | 列伝第97 | 外夷三 - 緬・占城・暹・爪哇・琉求・三嶼 |